# Elko (Nevada)
Elko è una città degli Stati Uniti d'America, capoluogo della Contea di Elko, nello stato del Nevada.
I dati raccolti dal censimento del 2000 ad opera dello United States Census Bureau riportano una popolazione di 16.708 abitanti su una superficie di 37,5 km². La stima ufficiale del 2007 attribuisce alla città 17.180 abitanti.
Alla città è stato dedicato l'asteroide 80180 Elko.